# Торохтій Олексій Павлович
Олексі́й Па́влович Торохті́й (народився 22 травня 1986, м. Зугрес, Донецька область) — український важкоатлет, призер чемпіонату світу та чемпіонатів Європи з важкої атлетики. Учасник двох Олімпійських ігор (2008, 2012). Заслужений майстер спорту України. Закінчив професійну кар'єру у 2014 році.

## Життєпис
Народився у невеликому донбаському містечку Зугрес, де й почав займатися важкою атлетикою під керівництвом Генадія Ксенза. Помітивши неабиякий потенціал у талановитого юнака, тренер Володимир Руденко, поклопотався про його переведення до Харківського вищого училища фізичної культури, де були всі належні умови для навчання і фізичного вдосконалення.
Після закінчення училища Олексій вступив до Національного аерокосмічного інституту імені Жуковського, однак занять важкою атлетикою не залишив. І у 20-річному віці до Торохтія прийшли перші успіхи серйозного рівня. У 2006 році він зайняв друге місце на Чемпіонаті Європи серед юнаків.
У 2008 році Торохтій вперше в кар'єрі брав участь в Олімпійських іграх, що проходили в Пекіні, та посів там 12-те місце з результатом 390 кг у сумі (ривок — 177 кг, поштовх — 213 кг).
У 2009 році на Чемпіонаті Європи у Бухаресті Олексій показав кращий результат — 405 кг у сумі (181 кг у ривку та 224 кг у поштовху). Це дозволило йому посісти друге місце та отримати срібну медаль чемпіонату. Наступного року в Мінську він не зміг повторити свій результат, підійнявши у сумі лише 396 кг (175+221).
У 2011 році Торохтію вдалося зробити значний крок уперед та завоювати «бронзу» на Чемпіонаті світу в Парижі. Результати, показані спортсменом, теж були доволі обнадійливими напередодні Олімпійських ігор у Лондоні — 410 кг у сумі (ривок — 181 кг, поштовх — 229 кг). Ці показники великою мірою стали можливими завдяки кропіткій роботі заслуженого тренера України та СРСР Михайла Мацьохи, який разом з Валерієм Нікуліним займався підготовкою спортсмена[джерело?].
6 серпня 2012 року Олексій став чемпіоном Олімпійських ігор 2012 у ваговій категорії до 105 кг. Для перемоги йому вистачило показника 412 кг (185+227), що лише на кілограм більше, ніж у Наваба Насіршелала з Ірану, який посів друге місце.
У грудні 2018 року повторна перевірка допінг-проби Торохтія з Олімпійських ігор 2012 року дала позитивний результат. У ній був виявлений заборонений препарат (дегідрохлорметилтестостерон)..
19 грудня 2019 року на офіційному сайті Міжнародного олімпійського комітету було опубліковано рішення про позбавлення Торохтія золотої медалі, отриманої на Олімпіаді 2012, через порушення антидопінгових правил. Результат Олексія було анульовано, а спортсмена зобов'язано повернути отримані медаль, диплом та значок.

## Досягнення
- Срібний призер чемпіонату Європи (1): 2009
- Срібний призер чемпіонату Європи серед юнаків (1): 2006
- Бронзовий призер чемпіонату світу (1): 2011
- Учасник Олімпійських ігор (2): 2008, 2012.
- Заслужений майстер спорту України

## Державні нагороди
- Орден «За заслуги» III ст. (15 серпня 2012) — за досягнення високих спортивних результатів на ХХХ літніх Олімпійських іграх у Лондоні, виявлені самовідданість та волю до перемоги, піднесення міжнародного авторитету України[10]